# 嘉义飘拂草
嘉义飘拂草（学名：Fimbristylis schoenoides），又名少穗飘拂草，为莎草科飘拂草属下的一个种。

## 扩展阅读
- 維基物種上的相關：嘉义飘拂草